# Sint-Lucasschool (Gent)

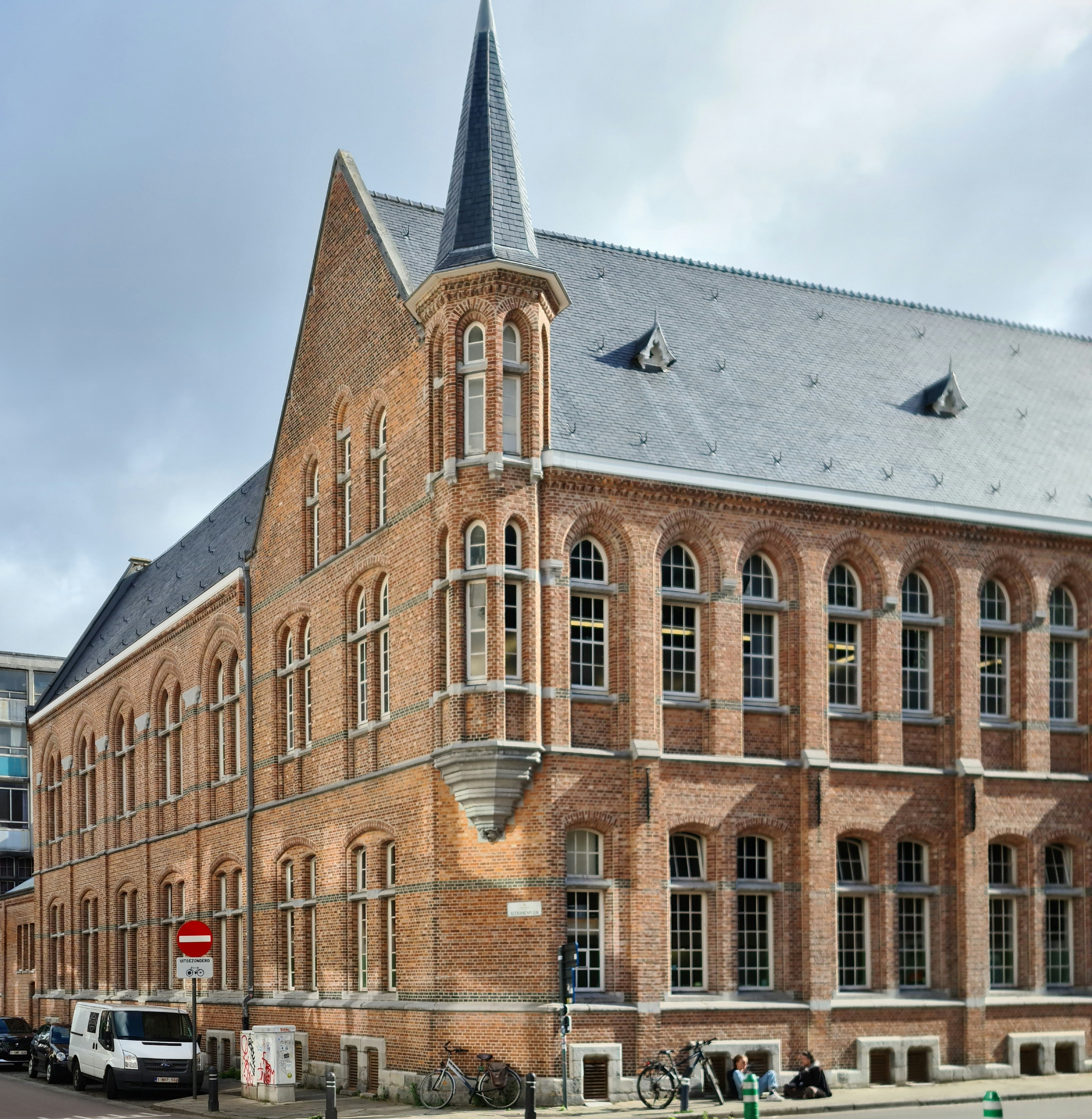
Een van de gebouwen van Sint-Lucas, hoek Posteernestraat / Oude Houtlei

Sint-Lucas, ook wel Sint-Lucasschool, -academie of -instituut, is een school voor kunstambachtelijk onderwijs in de Belgische stad Gent.

## Geschiedenis
Met de oprichting in 1866 in Gent van de eerste Sint-Lucasschool legden de bestuurders van het lokale Vincentiusgenootschap de basis van een christelijk kunstambachtelijk onderwijs in België.
Het was Jean-Baptiste Bethune, die samen met Joseph de Hemptinne de eerste Sint-Lucasschool oprichtte in Gent. Naar dit model volgden nog andere gelijknamige scholen in Doornik (1877), Rijsel (1874), Luik (1880), Brussel-Schaarbeek (1882), Brussel-Sint-Gillis (1887), Bergen (1908) en Namen (1913).
Deze scholen waren bedoeld als alternatief voor de officiële kunstacademies. De Sint-Lucasschool van Gent gaf zo de aanzet tot een net van katholieke kunstscholen in het Belgische onderwijs.

## Organisatie
De school is door de veranderde wetgeving binnen het secundair onderwijs in Vlaanderen verplicht geweest zich op te splitsen in afzonderlijke afdelingen:
- Kunsthumaniora Sint-Lucas, onderdeel van de scholengemeenschap Edith Stein[1]
- Deeltijds kunstonderwijs, als vrijetijdsaanbod voor jongeren en volwassenenonderwijs
- Sint-Lucas Beeldende Kunst, departement van LUCA School of Arts
- faculteit Architectuur van de Katholieke Universiteit Leuven

Sint-Lucas is het geheel van deze scholen, alle gevestigd op dezelfde campus aan de Oude Houtlei / Zwarte Zusterstraat / Ingelandgat in het centrum van Gent.

### Hogeschool
De hogeschool voor kunstonderwijs in Gent is gelegen in de Zwartezustersstraat. De school is anno 2019 onderdeel van de Associatie KU Leuven en is een campus van LUCA School of Arts. De hogeschool biedt de professionele bacheloropleidingen interieurvormgeving en beeldende vormgeving aan. Ze biedt ook de volgende academische bacheloropleidingen in beeldende kunsten aan: grafisch ontwerp, vrije kunsten en textiel.

## Alumni
Bekende artiesten en kunstenaars die een opleiding hebben gevolgd op Sint-Lucas:
- Michaël Borremans, schilder
- Ruben Block, zanger
- Brihang, muzikant en rapper
- Carll Cneut, illustrator
- Leo Copers, installateur
- Berlinde De Bruyckere, beeldhouwster
- Piet De Koninck, graficus en decor bij studio 100
- Jan De Wilde, architect, zanger
- Marc De Wintere, graficus
- Pieter Embrechts, zanger
- Koen Fillet, radiopresentator en kunstschilder
- Johan Gelper, schilder
- Pierre Goudesone, muzikant
- Jan en Randoald, grafisch ontwerpers
- Jeroen Janssen, striptekenaar
- Christian Kieckens, architect
- Pierre Langerock, architect
- Gustave Ladon, ontwerper van glas-in-loodramen
- Jozef Lelan, beeldhouwer
- Marcase, schilder
- Luk Martens, grafisch ontwerper, striptekenaar
- Ever Meulen, graficus en illustrator
- Achilles Moortgat, beeldhouwer
- Eva Mouton, illustrator
- Pierre Pauwels, beeldhouwer
- Petrus Pauwels-D'hondt, beeldhouwer
- Wolter te Riele, architect
- Leon Sarteel, beeldhouwer
- Oscar Sinia, beeldhouwer
- Rik Slabbinck, schilder
- Jeroom Snelders, graficus en cartoonist
- Vic Temmerman, beeldhouwer
- Valentin Vaerwyck, architect
- Gilbert Vandekerkhove, architect
- Isabelle Vandenabeele, graficus en illustrator
- Stan Lee Cole, beeldend kunstenaar
- Harold Van de Perre, glasraamkunstenaar en schilder
- Jan Van Der Veken, illustrator
- Marie-José Van Hee, architect, ook docent
- Pieter Van Kerkhove, architect
- Annemie Verbeke, modeontwerpster
- Paul Vermeire, keramist, glazenier en kunstschilder
- Jozef Viérin, architect

## Erfgoed
SInt-Lucas is gelegen op een organisch gegroeide campus. De eerste schoolgebouwen werden gebouwd naast de Sint-Amandusschool tussen het Alexianenplein, het Ingelandgat en de Oude Houtlei. Het grootste deel van de site bestaat uit een neogotische baksteenconstructie met een kapel, een woonhuis, twee lapidaria, een bibliotheek, drie museale ruimtes en verschillende lesruimtes . Verschillende bouwplannen gaven de site zijn huidige vorm. Opvallend hierbij is ook het paviljoen gebouwd door XDGA in 2013.
In 1956 verwierven de broeders de Jezuïetenresidentie gelegen tussen het Alexianenplein, de Oude Houtlei en de Struifstraat. Tussen 1585 en 1796 was de site een klooster van de zusters Cisterciënzers van Oost-Eecloo . 
De site is erkend als beschermd monument.